# Samuel Alva
Samuel Edinzon Alva Pedragas (ur. 1 kwietnia 1996) – peruwiański zapaśnik walczący w stylu wolnym. Brązowy medalista mistrzostw panamerykańskich w 2021, igrzysk Ameryki Południowej w 2018, a także mistrzostw Ameryki Południowej w 2014. Mistrz panamerykański juniorów z 2014 i 2016, a trzeci w 2015 roku.